# نوایست دابلیو
نوایست دابلیو (انگلیسی: NU'EST W) دومین زیرگروه نوایست، گروه پسرانه اهل کره جنوبی بود. این گروه متشکل از چهار عضو بود: جی‌آر، آرون، بک‌هو و رن و در غیاب مین‌هیون که در آن زمان عضو وانا وان بود، فعالیت می‌کرد. این گروه پس از بازگشت مین‌هیون در ۳۱ دسامبر ۲۰۸ منحل شد.